# 2008 في الإكوادور
فيما يلي قوائم الأحداث التي وقعت خلال عام 2008 في الإكوادور.

## سياسة

### انتهاء فترة المنصب
- 25 أكتوبر – دييغو بورخا عضو الجمعية الوطنية في الإكوادور ‏.

## رياضة
- 1 يناير – الدوري الإكوادوري لكرة القدم 2008 الفائز سوسيداد ديبورتيفو كيتو.

## وفيات

### ديسمبر
- 11 ديسمبر – إنريكي جيل كالديرون (مواليد 1935) مخرج جوقة إكوادوري.
- 15 ديسمبر – ليون فيبريس كورديرو (مواليد 1931) سياسي إكوادوري.
- 17 ديسمبر – لويس فيليكس لوبيز (مواليد 1932) كاتب إكوادوري.